# Ethope diademoides
Ethope diademoides är en fjärilsart som beskrevs av Moore 1878. Ethope diademoides ingår i släktet Ethope och familjen praktfjärilar. Inga underarter finns listade i Catalogue of Life.

## Bildgalleri

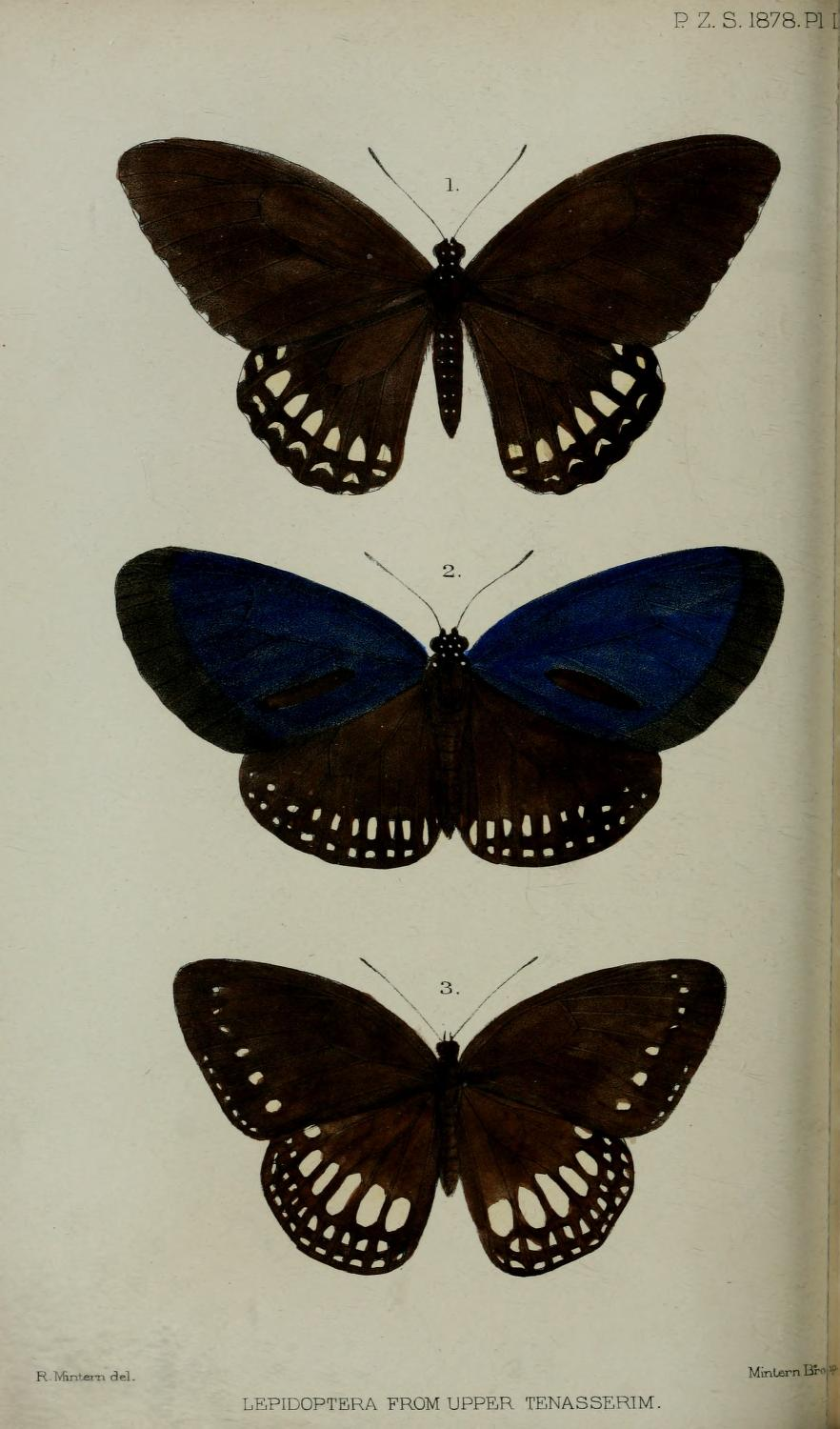